# یوید (اکلاهما)
یوید (به انگلیسی: Yewed) یک منطقهٔ مسکونی در ایالات متحده آمریکا است که در شهرستان الفالفا، اکلاهما واقع شده‌است. یوید ۳۸۱٫۹۲ متر بالاتر از سطح دریا قرار دارد.